# Guilherme Henriques de Carvalho
Guilherme Henriques de Carvalho (né le 1er décembre 1793 à Coimbra et mort le 15 novembre 1857 à Lisbonne) est un cardinal portugais du XIXe siècle. 

## Biographie
Henriques de Carvalho est élu membre pour Beira des Cortes en 1821. Il est élu membre des Cortes en 1838 et président en 1840. Carvalho est nommé évêque de Leira par le gouvernement portugais en 1840 et patriarche de Lisbonne en 1845. Le pape Grégoire XVI le crée cardinal lors du consistoire du 19 janvier 1846. Il ne participe pas au conclave de 1846, lors duquel Pie IX est élu pape.

## Sources
- Fiche du cardinal Guilherme Henriques de Carvalho sur le site fiu.edu